# Stortaggad husar
Stortaggad husar (Sargocentron spiniferum) är en fiskart som först beskrevs av Peter Forsskål, 1775.  Stortaggad husar ingår i släktet Sargocentron och familjen Holocentridae. Inga underarter finns listade i Catalogue of Life.